# St George's Chapel

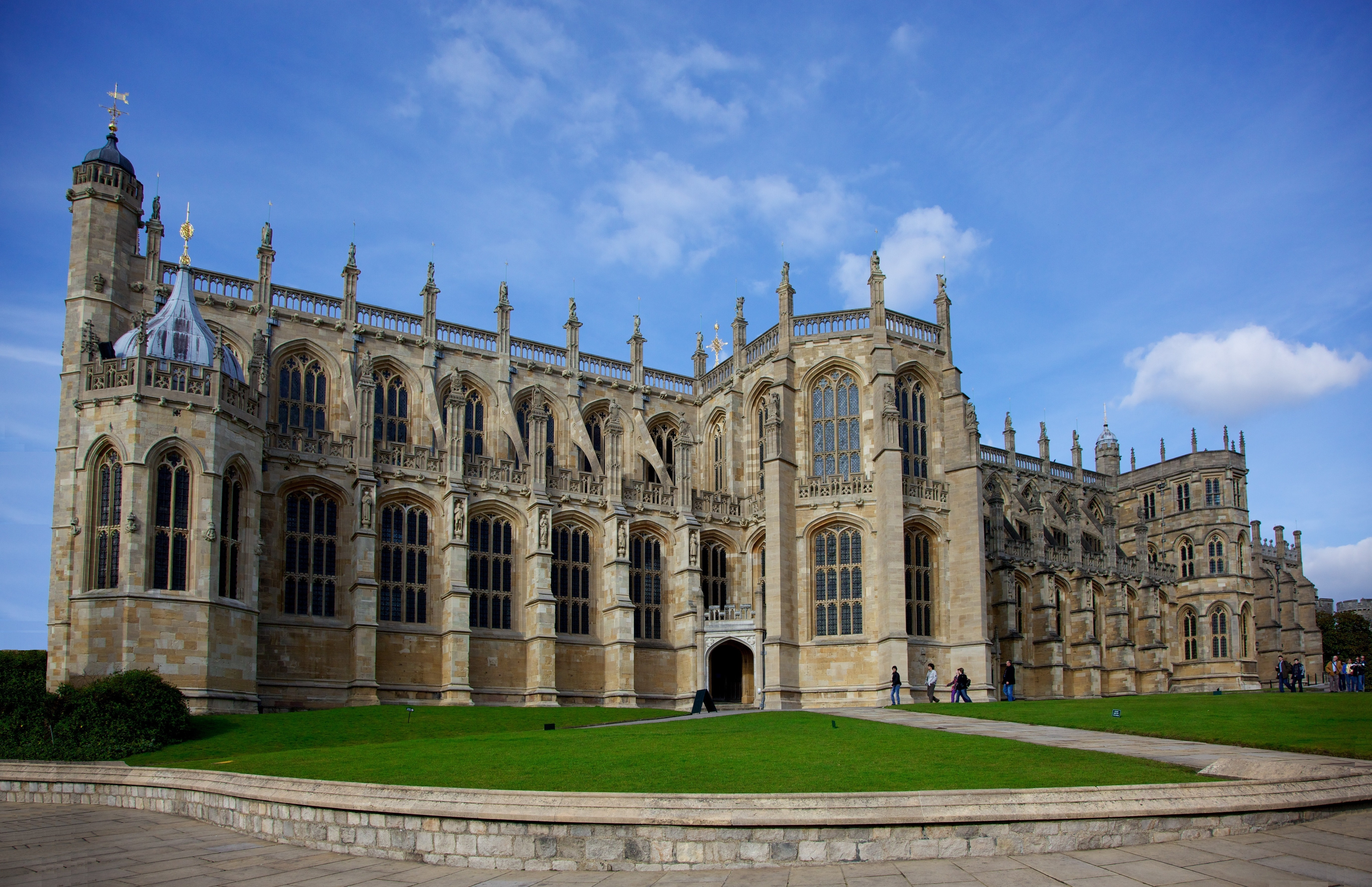
St George's Chapel

St George's Chapel is een huiskapel van de Britse monarch in Windsor Castle, een residentie van de Britse Koninklijke familie.

## Informatie
De gotische kapel is een "royal peculiar" wat inhoudt dat de kerk niet onder het gezag van een bisschop valt. Het is een huiskapel van de Koning van het Verenigd Koninkrijk.
In en onder de kapel bevindt zich de rustplaats van elf Britse monarchen: Edward IV, Henry VI, Henry VIII, Karel I, George III, George IV, William IV, Edward VII, George V, George VI en Elizabeth II.
Onder de vloer van het koor werd ten tijde van Hendrik VIII een kleine vierkante grafkelder gebouwd. Daarin rusten Hendrik en zijn favoriete echtgenote Jane Seymour, de moeder van zijn enige wettige zoon. Later werd daar ook het onthoofde lichaam van Karel I van Engeland bijgezet. Deze kelder is alleen toegankelijk door de zware sluitsteen in het pad van het koor te verwijderen.

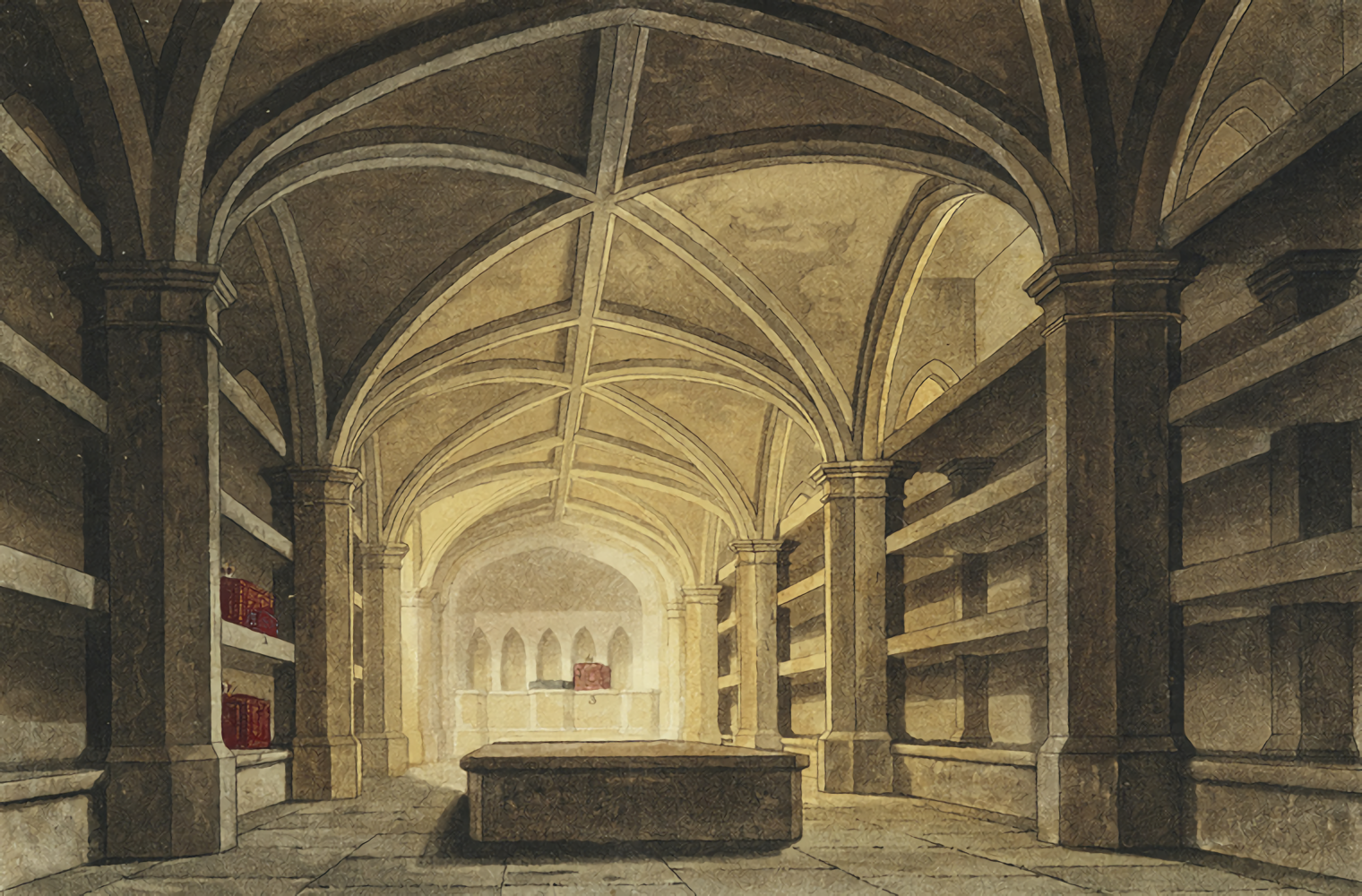
Grafkelder

Onder de kapel achter de kerk ligt een grote kelder, de Royal Vault, die door George III werd aangelegd en met een liftsysteem werd uitgerust. De kelder meet 27 bij 28 voet en in het midden rusten twaalf grote stenen platen op voetstukken. Deze zijn bestemd voor de kisten van Britse monarchen. Voor de andere leden van de koninklijke familie zijn 69 nissen in de muur beschikbaar. Sinds de aanleg werden in deze kelder zes monarchen en achttien prinsen en prinsessen bijgezet. Victoria en Edward VIII liggen in Frogmore. Sinds op 10 januari 1930 de kisten van prins Adolphus, hertog van Cambridge (gestorven in 1850) en prinses Augusta van Cambridge (gestorven in 1889) van Kew naar de grote kelder werden overgebracht zijn er alleen tijdelijke bijzettingen geweest en wordt de grote grafkelder niet meer gebruikt. Koning Edward VII heeft van mei 1910 tot 22 april 1927 in de grafkelder gelegen maar toen werden zijn kist en die van zijn echtgenote overgebracht naar een eigen kelder aan de zuidkant van het koor. George V werd in januari 1936 in de kelder bijgezet maar in februari 1939 naar zijn eigen kelder aan de noordzijde van de kapel overgebracht. George VI lag van februari 1953 tot 26 maart 1969 in de grote kelder. Nu rusten hij en zijn vrouw in een eigen kelder aan de noordkant van de kapel. In de kelder is op 15 februari 2002 ook de as van hun dochter Margaret Rose bijgezet en op 19 september 2022 de lichamen van Elizabeth II en haar echtgenoot Philip Mountbatten bijgezet. De leden van de Britse koninklijke familie werden soms tijdelijk in de kelder bijgezet om later in Frogmore te worden begraven en sinds kort vinden veel begrafenissen kort na hun overlijden in Frogmore plaats. Twee prinsessen werden gecremeerd en ook hun as rust in de kelders onder de kapellen.
In de catacomben ten westen van het altaar rust sinds 21 november 1879 de Abessijnse prins Alamayu, zoon van Theodorus II van Ethiopië. Hij was in 1872 door Britse troepen naar Engeland gebracht en werd daar opgevoed. De Britse regering nam de verantwoordelijkheid voor de opvoeding van de jonge Ethiopiër op zich. Prins Alamayu volgde een opleiding op de exclusieve school in Rugby en was cadet op de Militaire Academie in Sandhurst toen hij op 14 november 1879 op 18-jarige leeftijd stierf.
Saint George's Chapel is gebouwd door Eduard IV (r. 1461-70 en 1471-83) en voltooid door Hendrik VIII. In de Lower Ward wordt ook dagelijks de ceremoniële wacht afgelost.

## Huwelijken
Er vonden in het kapel achttien huwelijken plaats van nakomelingen van koningin Victoria.

## King George VI Memorial Chapel

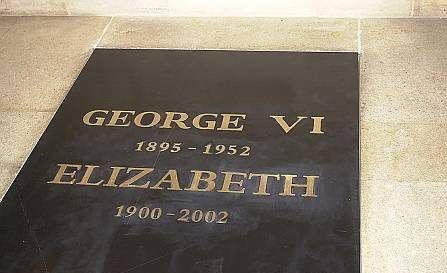
Grafsteen van koning George VI en koningin Elizabeth (nog voor bijzettingen koningin Elizabeth II en prins Philip)

De volgende leden van de Britse koninklijke familie zijn bijgezet in de King George VI Memorial Chapel:
- 15-2-1952 - George VI (1895-1952), koning van het Verenigd Koninkrijk van 1936 tot zijn overlijden in 1952
- 15-2-2002 - Margaret Windsor (1930-2002), prinses van het Verenigd Koninkrijk *
- 9-4-2002 - Elizabeth Bowes-Lyon (1900-2002), koningin-gemalin van 1936 tot 1952
- 17-4-2021 - Philip Mountbatten (1921-2021), prins-gemaal van 1952 tot zijn overlijden in 2021 **
- 19-9-2022 - Elizabeth II (1926-2022), koningin van het Verenigd Koninkrijk van 1952 tot haar overlijden in 2022

* Van prinses Margaret is haar as bijgezet, nadat ze gecremeerd werd.
** De kist werd pas bij de uitvaart van zijn echtgenote koningin Elizabeth II op 19 september 2022 bijgezet op deze plaats.